# 單帶紅脂鯉
單帶紅脂鯉（學名：Hoplerythrinus unitaeniatus），為輻鰭魚綱脂鯉目脂鯉亞目狼牙脂鯉科的其中一個種，分布於南美洲蓋亞那、蘇利南、法屬圭亞那的聖弗朗西斯科河、亞馬遜河、巴拉那河、奧里諾科河流域，體長可達25公分，棲息在溪流、沼澤，生活習性不明，可做為食用魚及觀賞魚。